# 安達銀行
安達銀行（あだちぎんこう）は、明治期から大正初期の私立銀行で、静岡県静岡市に本店があった。
1899年（明治32年）に、静岡市の富商であった安達家により安達合資会社銀行部（あだちごうしがいしゃぎんこうぶ）として設立。1909年（明治42年）合資会社安達銀行に改称。1918年（大正7年）に名古屋銀行（東海銀行の前身の一つ）に営業譲渡後解散した。

## 沿革
- 1899年（明治32年）9月29日：安達合資会社銀行部として設立
- 1900年（明治33年）1月15日：開業
- 1909年（明治42年）1月：合資会社安達銀行に改称（『銀行総覧』では4月8日改称）
- 1918年（大正7年）9月2日：名古屋銀行に営業譲渡
- 1918年（大正7年）12月24日：任意解散登記

## 営業譲渡時の店舗等
- 本店

静岡市江川町34番地
営業譲渡後は、名古屋銀行静岡支店となり、その後東海銀行誕生時には、東海銀行静岡南支店となった。1944年（昭和19年）4月9日には、大蔵省による店舗整理要請に基づき、静岡支店に統合され廃止された。
- 支店（なし）
- 出資金：10万円
- 社長：安達重助